# Szubmontán bükkös öv

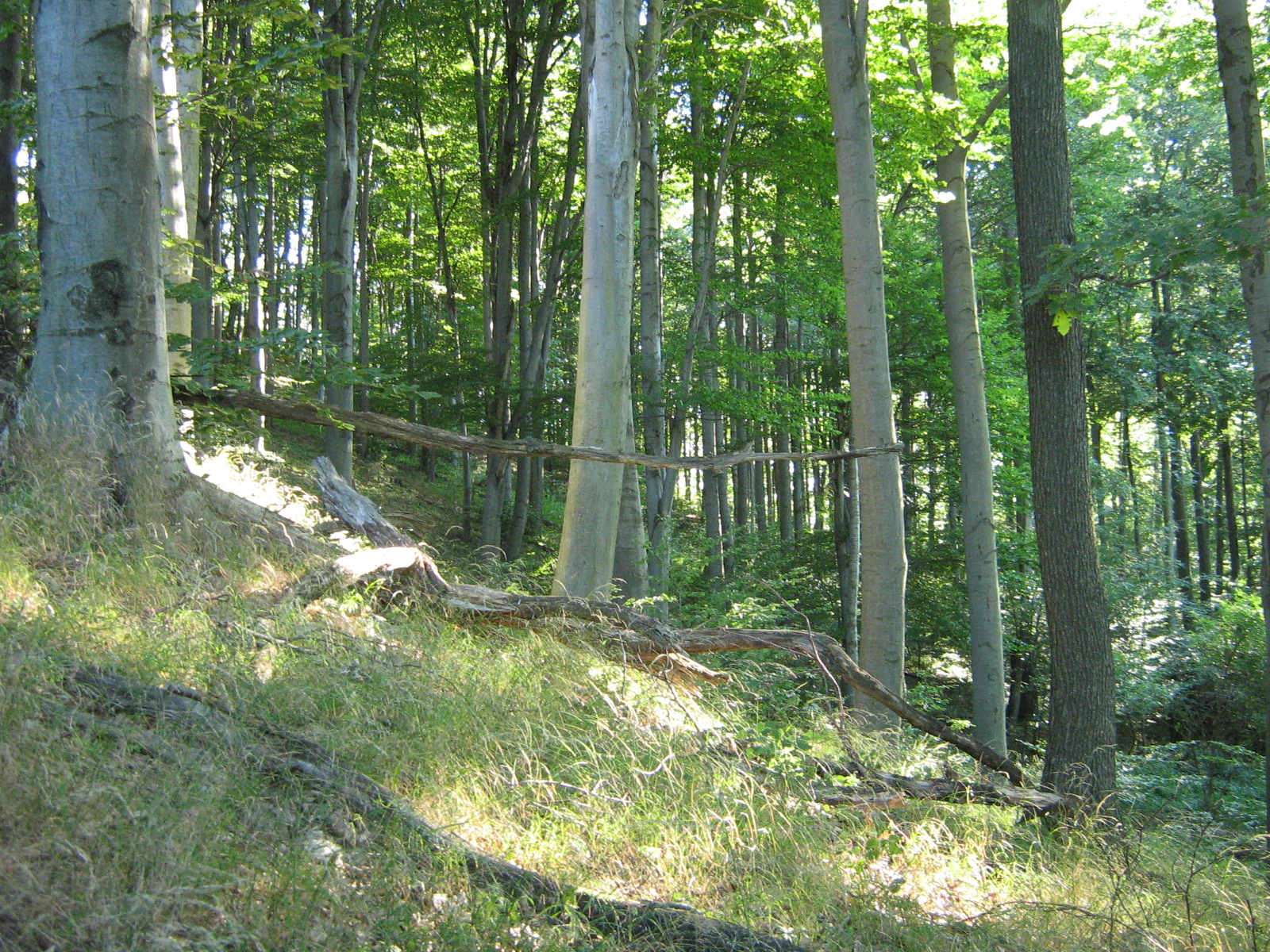
Északi-középhegységi szubmontán bükkös (Melittio-Fagetum) a Börzsönyben, 730 m tszfm.

A szubmontán bükkös öv a mérsékelt éghajlati öv nedves éghajlatú területének egyik, hegyvidéki-hegylábi területekre jellemző növényzeti öve, a Kárpát-medence egyik alapvető klímazonális öve. Ebben az övben a nyári csapadék mennyisége a nedves éghajlat átlagos értéke alá süllyed, de még az ezen a típuson szokásos értékek középső harmadában marad. Zonális növénytársulása a szubmontán bükkös.
Magyarország alábbi tájegységei tartoznak többé-kevésbé ebbe az övbe:
- a Nyugat-Dunántúl (Arrabonicum flórajárás) jelentős része (a Ceticum flórajáráshoz tartozó Soproni-hegységtől az Őrségig,
- a Dél-Dunántúl (Praeilliricum flóravidék) egyes tájai:
  - Zalai-dombság (Saladiense flórajárás),
  - Zselic (a Somogyicum flórajárás egy része);
- a Magyar-középhegység 600–800 m közötti régiói.